# Acilcsoport

Általános acilcsoport (kékkel) ketonban (bal felül), acíliumionban (középen fent), acilgyökben (jobb felül), aldehidben (bal alul), észterben (középen lent) és amidban (jobb alul). (R^{1}, R^{2}, R^{3} = szerves szubsztituens vagy hidrogén)

Az acilcsoport olyan funkciós csoport, melyet oxosavakból – beleértve a szervetlen savakat is – egy vagy több hidroxilcsoport eltávolításával lehet levezetni.
A szerves kémiában az acilcsoport (IUPAC elnevezése: alkanoilcsoport) többnyire karbonsavakból származtatható, így jelölése általában RCO−, ahol R alkilcsoport, melyhez a CO csoport egyszeres kötéssel kapcsolódik. Bár az acilcsoport kifejezést szinte kizárólag szerves vegyületek esetén használják, elméletileg más típusú savak – például szulfonsavak, foszfonsavak – acilcsoportja is levezethető. Az acilcsoportok leggyakrabban saját maguknál nagyobb molekularészekhez kapcsolódnak.

## Acilvegyületek
Jól ismert acilvegyületek a savkloridok (acil-kloridok), mint például az acetil-klorid (CH3COCl) vagy a benzoil-klorid (C6H5COCl). Ezek a vegyületek acílium kation generálására használható kiváló reagensek, melyekkel számos szubsztráthoz lehet acilcsoportot kapcsolni.
Az amidok (RC(O)NR2), észterek (RC(O)OR’), ketonok (RC(O)R) és aldehidek (RC(O)H) is acilvegyületek.

## Acílium kationok, anionok és gyökök
Az acíliumionok RCO+ képletű kationok. Ezek a részecskék gyakori reaktív köztitermékek, előfordulnak például a Friedel–Crafts-acilezési és számos más szerves kémiai reakcióban, például a Hayashi-átrendeződésben is. Acíliumionokat tartalmazó sókat a savhalogenidekből a halogenid eltávolításával lehet előállítani:
RC(O)Cl  +  SbCl5   →   [RCO]SbCl6
Ezekben az ionokban a C−O kötéshossz mintegy 110 pm, rövidebb, mint a szén-monoxidé. Az acílium kationok a ketonok elektrospray-ionizációs tömegspektrumának jellemző fragmentációs termékei.
Acil anionok és acilgyökök nagyon ritkán fordulnak elő. Az Li−C(O)R kötésű lítiumorganikus vegyületeket csak kevéssé tanulmányozták.

## A biokémiában
A biokémiában számos helyen találhatók acilcsoportok, az összes főbb vegyülettípusban előfordulnak.
A koenzim-A a zsírsavak lebontása során képződő savszármazék. A leggyakoribb származék, az acetil-CoA számos bioszintetikus átalakítás során tölti be az acilforrás szerepét. Ilyen acilvegyületek például a tioészterek.
Az aminosavak acilcsoportjának névképzése úgy történik, hogy a vegyület nevének -in végződése -il-re változik. A glicin acilcsoportjának neve például glicil-, a liziné lizil-.
A ribonukleozid monofoszfátok – mint például az AMP (5'-adenilsav), GMP (5'-guanilsav), CMP (5'-citidilsav) és UMP (5'-uridilsav) – acilcsoportjának neve rendre adenilil-, guanilil-, citidilil-, illetve uridilil-.
A foszfolipidekben a foszfatidsav acilcsoportjának neve foszfatidil-.
Számos szacharid acilezett formában fordul elő.

## A fémorganikus kémiában és katalízisben
Az acilligandumok számos karbonilezési reakció köztitermékei, melyek fontosak bizonyos katalitikus reakciókban. A fém-acilek többnyire a szén-monoxidnak a fém-alkil kötés közé történő beékelődésével keletkeznek, de létrejöhetnek savkloridok és alacsony oxidációs számú fémkomplexek közötti vagy lítiumorganikus vegyületek és fém-karbonilok közötti reakció eredményeként is. A fém-acileket sokszor két rezonanciaszerkezettel írják le, ezek egyike az oxigéncentrum bázicitását emeli ki. A fém-acilek O-alkilezése Fischer-karbén komplexeket ad.

## A gyógyszerkémiában
A gyógyszerkémiában a vegyületekbe zsírsavak acilcsoportját beépítve növelni lehet a vegyület lipid kettősrétegekkel való kölcsönhatásának hajlamát. Ezzel az eljárással növelték a flavonoidok és peptidek azon képességét, hogy kölcsönhatásba lépnek a baktériumok sejtmembránjával, így fokozva azok baktériumellenes hatását.

## Nevezéktan
Az acilcsoport szisztematikus nevét a megfelelő sav nevéhez fűzött -oil végződéssel, míg a triviális nevű vegyületek esetén a sav latin szótövéből képezzük -il végződéssel. Az alábbi táblázat néhány gyakoribb nevet tartalmaz. Vegyük észre, hogy a metil, etil, propil, butil stb. nevek is -il végződésűek, ám ezek nem acil-, hanem alkánokból származtatható alkilcsoportok.
| Acilcsoport neve (R−CO−) | Acilcsoport neve (R−CO−) | A megfelelő karbonsav neve (R−CO−OH) | A megfelelő karbonsav neve (R−CO−OH) |
| triviális                | rendszeres               | triviális                            | rendszeres                           |
| ------------------------ | ------------------------ | ------------------------------------ | ------------------------------------ |
| formil                   | metanoil                 | hangyasav                            | metánsav                             |
| acetil                   | etanoil                  | ecetsav                              | etánsav                              |
| propionil                | propanoil                | propionsav                           | propánsav                            |
| benzoil                  | benzoil                  | benzoesav                            | benzoesav                            |
| akrilil                  | propenoil                | akrilsav                             | propénsav                            |

## További acil részecskék
Az aciloxicsoportban az acilcsoport oxigénhez kapcsolódik: R−C(=O)−O−R' (R−C(=O) az acilcsoport).
Az acíliumionok R−C+=O típusú kationok, fontos szerepet töltenek be szerves kémiai reakciók köztitermékeként, többek között például a Hayashi-átrendeződés során.

## Fordítás
Ez a szócikk részben vagy egészben  az   Acyl című angol Wikipédia-szócikk ezen változatának fordításán alapul.  Az eredeti cikk szerkesztőit annak laptörténete sorolja fel. Ez a jelzés csupán a megfogalmazás eredetét és a szerzői jogokat jelzi, nem szolgál a cikkben szereplő információk forrásmegjelöléseként.